# 杭州光影影院
杭州光影影院位于杭州市湖墅南路103号百大花园裙楼三楼和四楼（湖墅南路与文晖路交叉口、星都宾馆对面），为浙江时代院线品牌连锁影院之一，2013年2月6日开业。2020年7月31日，影院闭店，成為杭州首家关门影院。

## 简介
影院地处杭城武林商圈，距武林广场仅一站距离，距杭州市政府300余米。总投资2000余万元按照五星级建设。面积4000平米，有11个数字化电影放映厅（含8个3D影厅），总座位近千个。